# Stemorrhages exaula
Stemorrhages exaula is een vlinder uit de familie van de grasmotten (Crambidae), uit de onderfamilie van de Spilomelinae. De wetenschappelijke naam van deze soort is voor het eerst voorgesteld als Margaronia exaula door Edward Meyrick in een publicatie uit 1888.
De soort komt voor in Hawaï.